# صبار صباع الكافر
صبار صباع الكافر (الاسم العلمي: Stapelia gigantea)، هو نبات ينتمي إلى الفصيلة الدفلية (فصيلة: Apocynaceae).

## معرض الصور

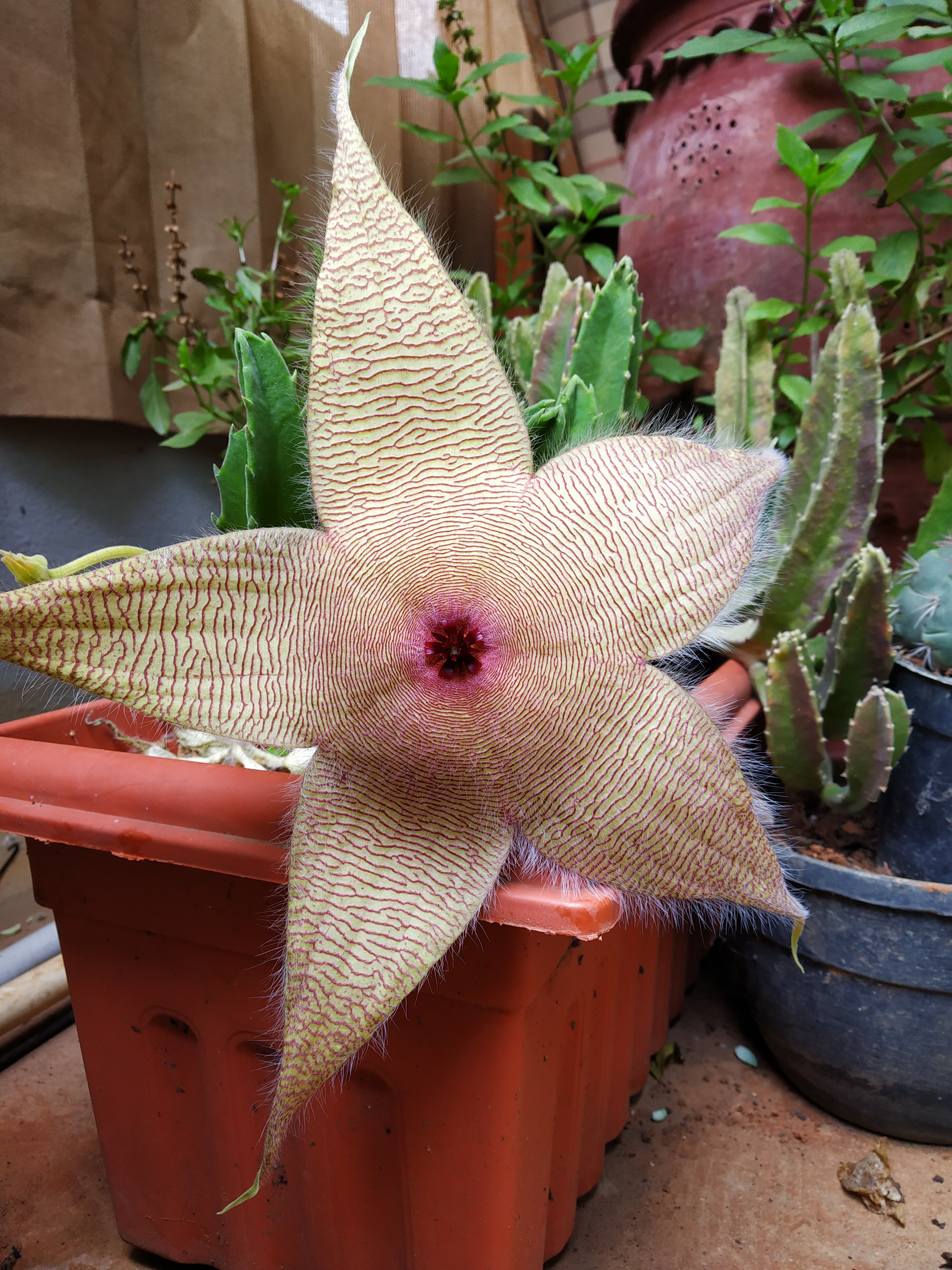
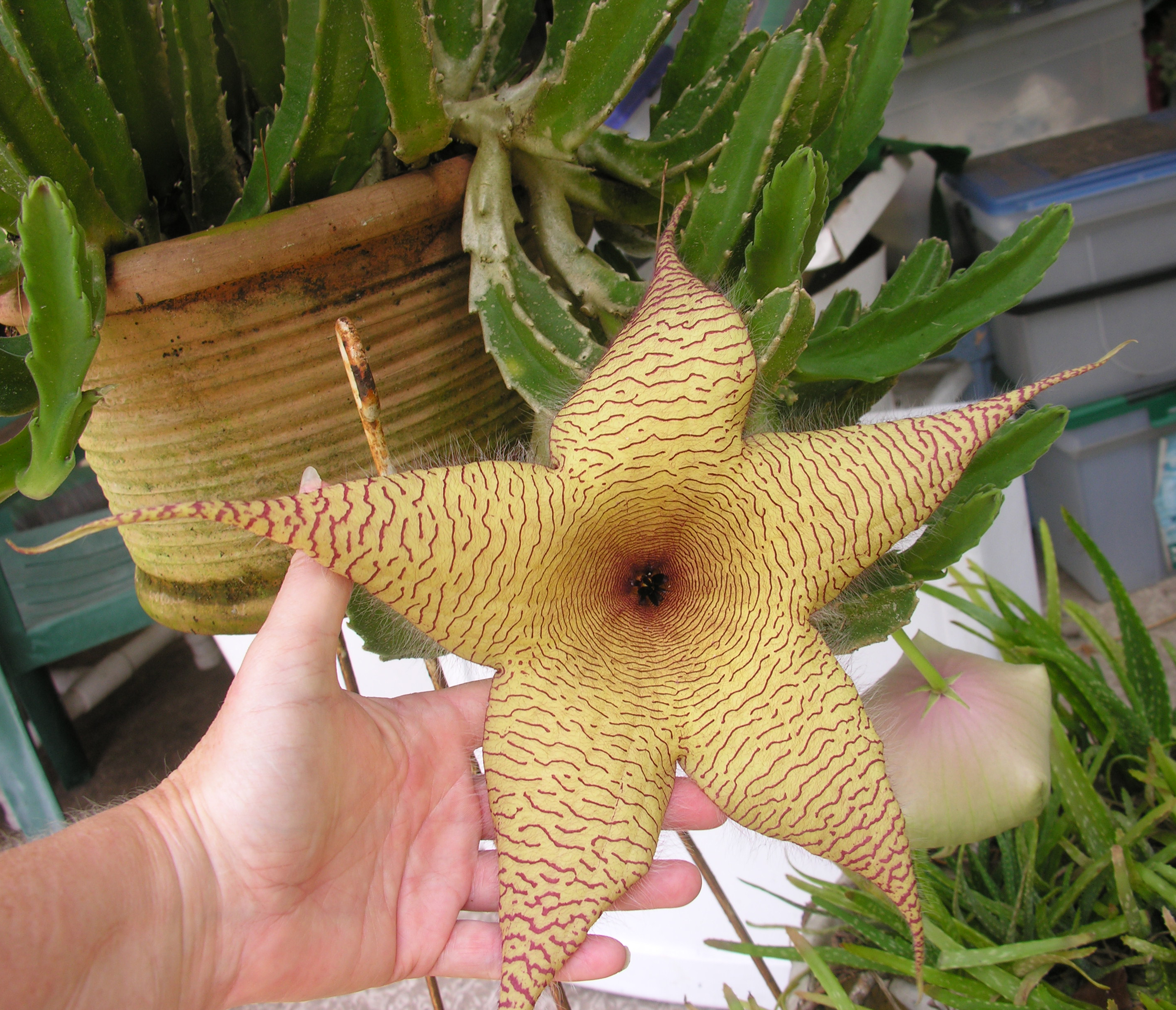
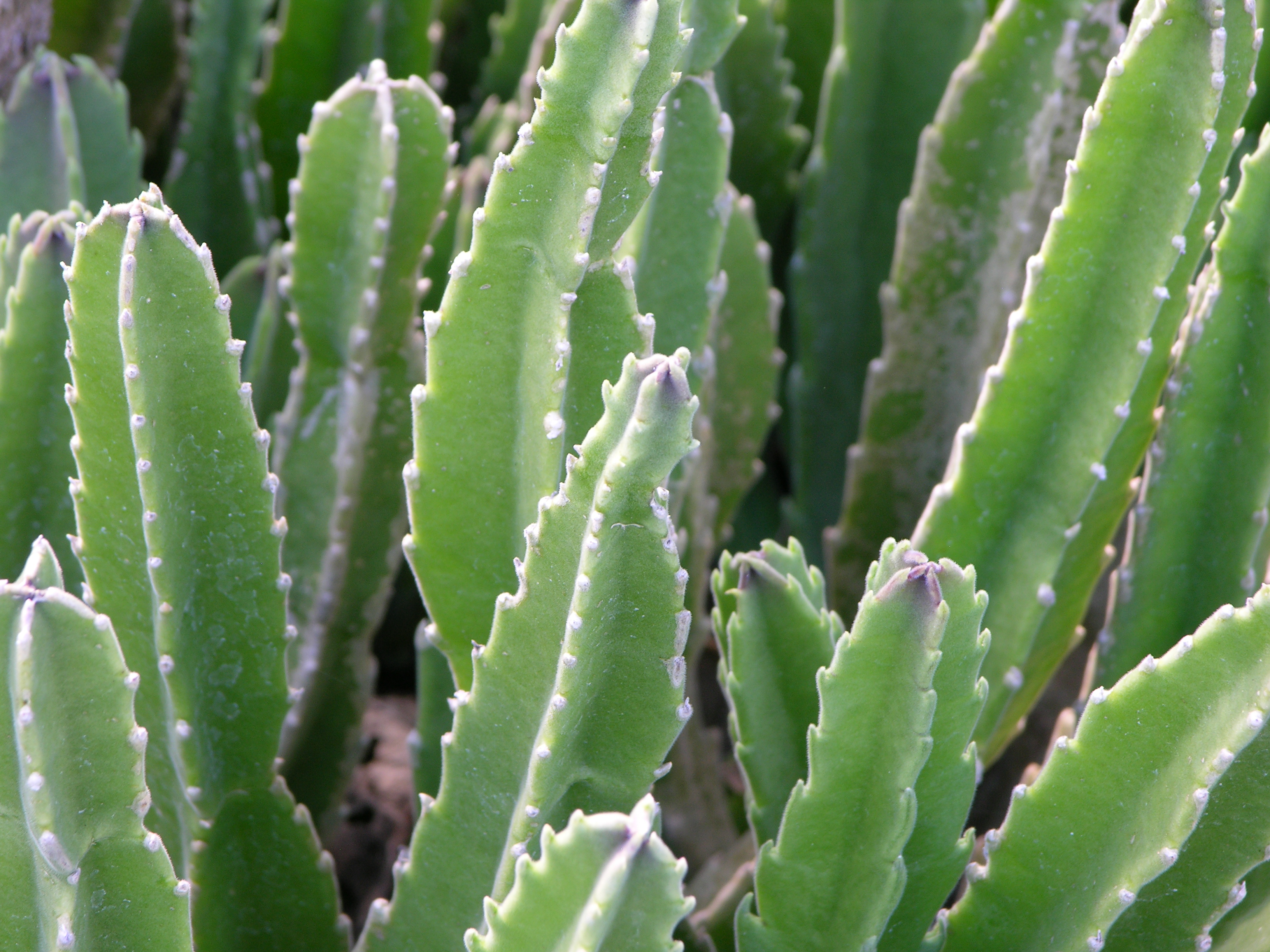
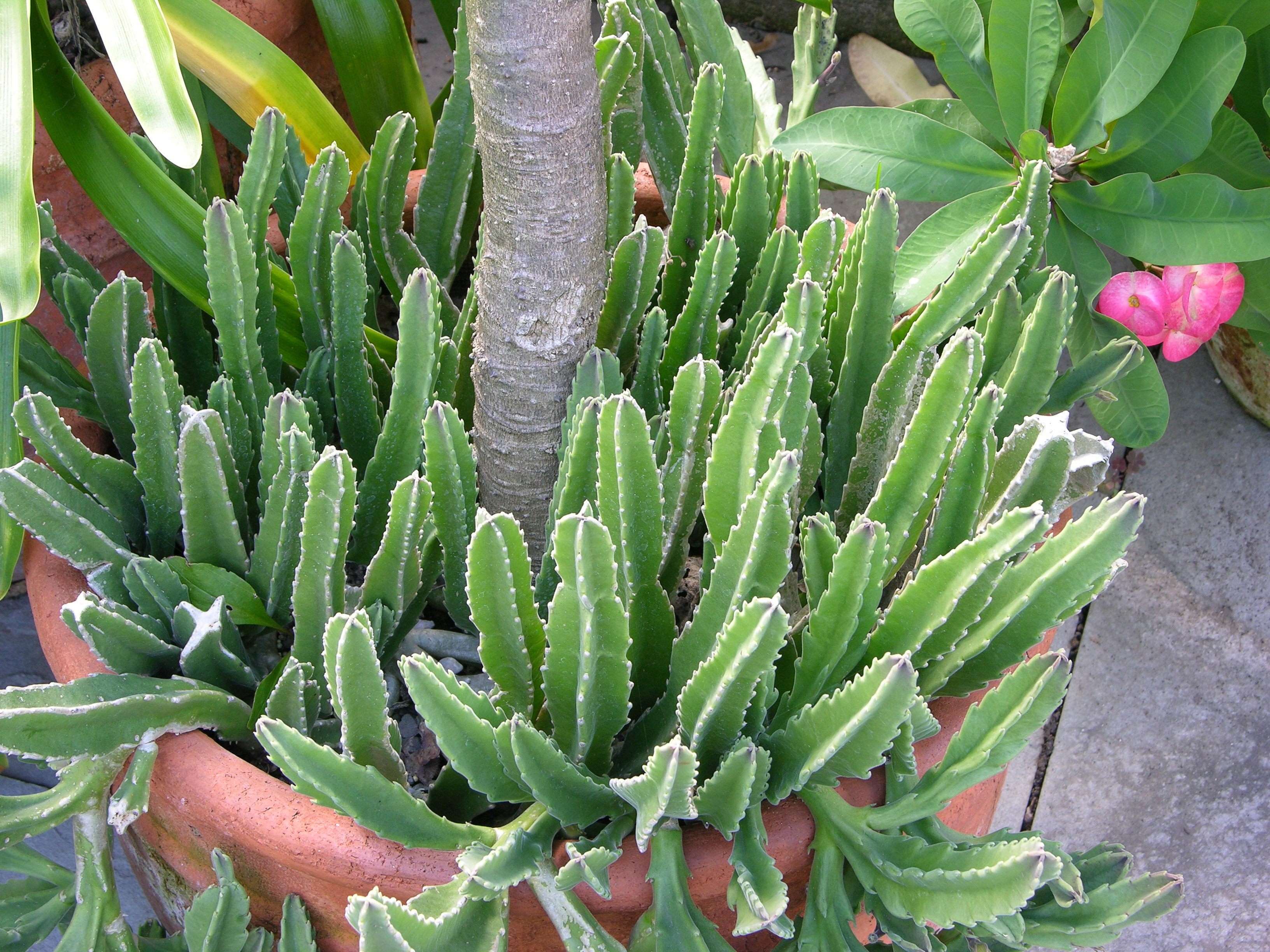